# К12
K12 (7428 м) — друга за величиною вершина хребта Салторо,  Каракорум, в індійському районі Сіачен поблизу  Лінії контролю з Пакистаном.

Це  61-ша за висотою вершина в світі. Назву вершині дано в XIX столітті при первинному дослідженні району.
K12 розташована на північний захід від  льодовика Сіачен, льодовик K12 починається на північно-східному схилі і живить Сіачен. На західних схилах починається система льодовика Білафонд, що живить річку Данза, а далі Інд.
Через неврегульованість політичної ситуації та воєнного протистояння обох сторін, активність альпіністів невисока. 

Перша спроба сходження на K12 була здійснена в 1960 р. незабаром після розвідки місцевості Еріком Шиптоном в 1957 р. Після невдалої спроби японців в 1971 р., Шініці Такагі та Цутомо Іто з іншої японської експедиції піднялися на вершину. Вони зірвалися на спуску і їх тіла досі не знайдені. Ще одна японська експедиція добилася успіху в 1975 р. У 1984 р. індійські збройні сили блокували район вершини для виключення претензій Пакистану до немаркованої частини  Лінії контролю. Дані про наступні спроби сходжень у Гімалайському журналі відсутні.